# Grimpa-soques xiulador
El grimpa-soques xiulador (Xiphorhynchus pardalotus) és una espècie d'ocell de la família dels furnàrids (Furnariidae).

## Hàbitat i distribució
Habita la selva humida del sud-est de Veneçuela, les Guaianes i el nord del Brasil.